# Kabupaten des monts Bintang
« Pegunungan Bintang » redirige ici.  Pour les autres significations, voir Monts Bintang.
Le kabupaten des monts Bintang (en indonésien : Kabupaten Pegunungan Bintang) est une subdivision administrative de la province de Papouasie des hautes terres en Indonésie. Son chef-lieu est Oksibil.

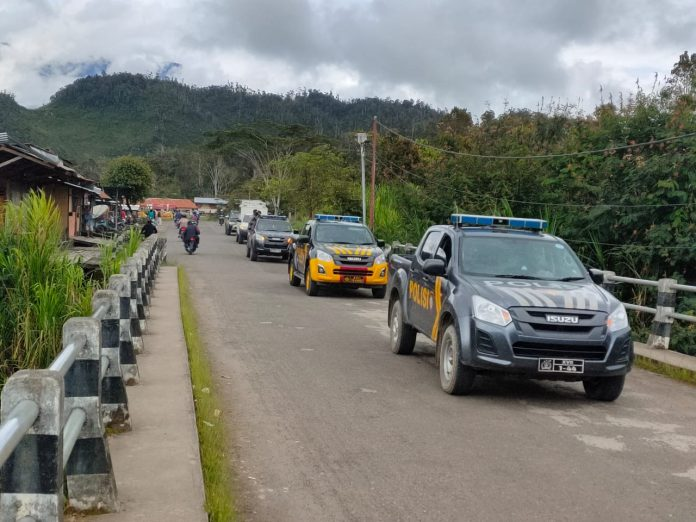
Une route à Oksibil, dans les montagnes de Bintang Regency

## Subdivisions administratives
Le kabupaten est divisé en six kecamatan :
- Batom ;
- Borme ;
- Iwur ;
- Kiwirok ;
- Okbibab ;
- Oksibil.